# Muggendorf (Németország)
Muggendorf Streitberggel együtt mezőváros Németországban, azon belül Bajorországban, a Forchheimi járásban, Frank-Svájc területén, a Wiesent kanyarulatánál.

## Története

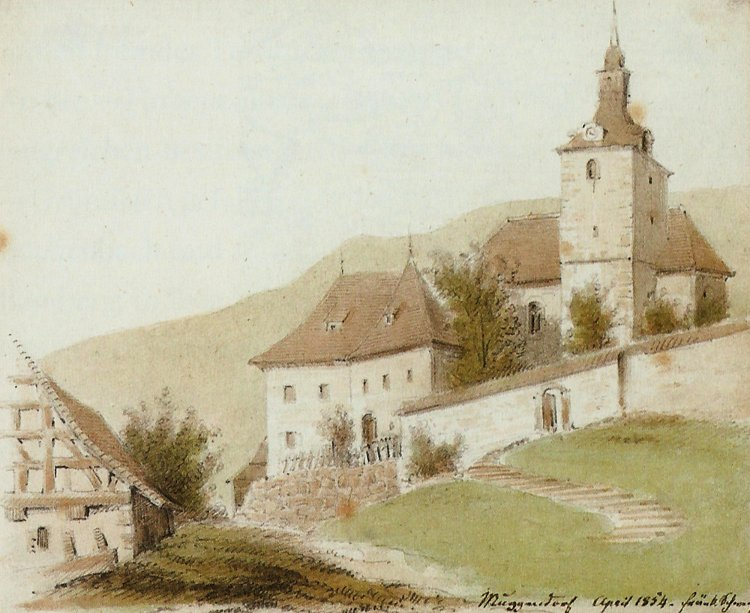

A település 304 m tengerszint feletti magasságban található. A nyaralóhely közelében számos cseppkőbarlang: a Rosenmüllershöhle, az Oswaldshöhle, a Wundershöhle és a kilátótornyok egész sora látható, amelyeket Muggendorfer barlangoknak neveznek.
Muggendorf nevét 1248-1249 között említették először a Neideck várával kapcsolatban.
A település nevezetesebb épülete a protestáns Szent Lőrinc-templom.
Muggendorfban ezenkívül egy általános iskola és vasútmodell múzeum (1994 óta) is található. Külön érdekesség az évente megrendezett tökfelvonulás is.

## Népesség
| Lakosok száma | 380  | 477  | 800  | 587  | 629  |
|               | 1875 | 1925 | 1950 | 1970 | 1987 |

## Nevezetességek
- Barlangok
- Szent Lőrinc-templom
- Vasútmodell múzeum
- Tökfelvonulás

## Galéria

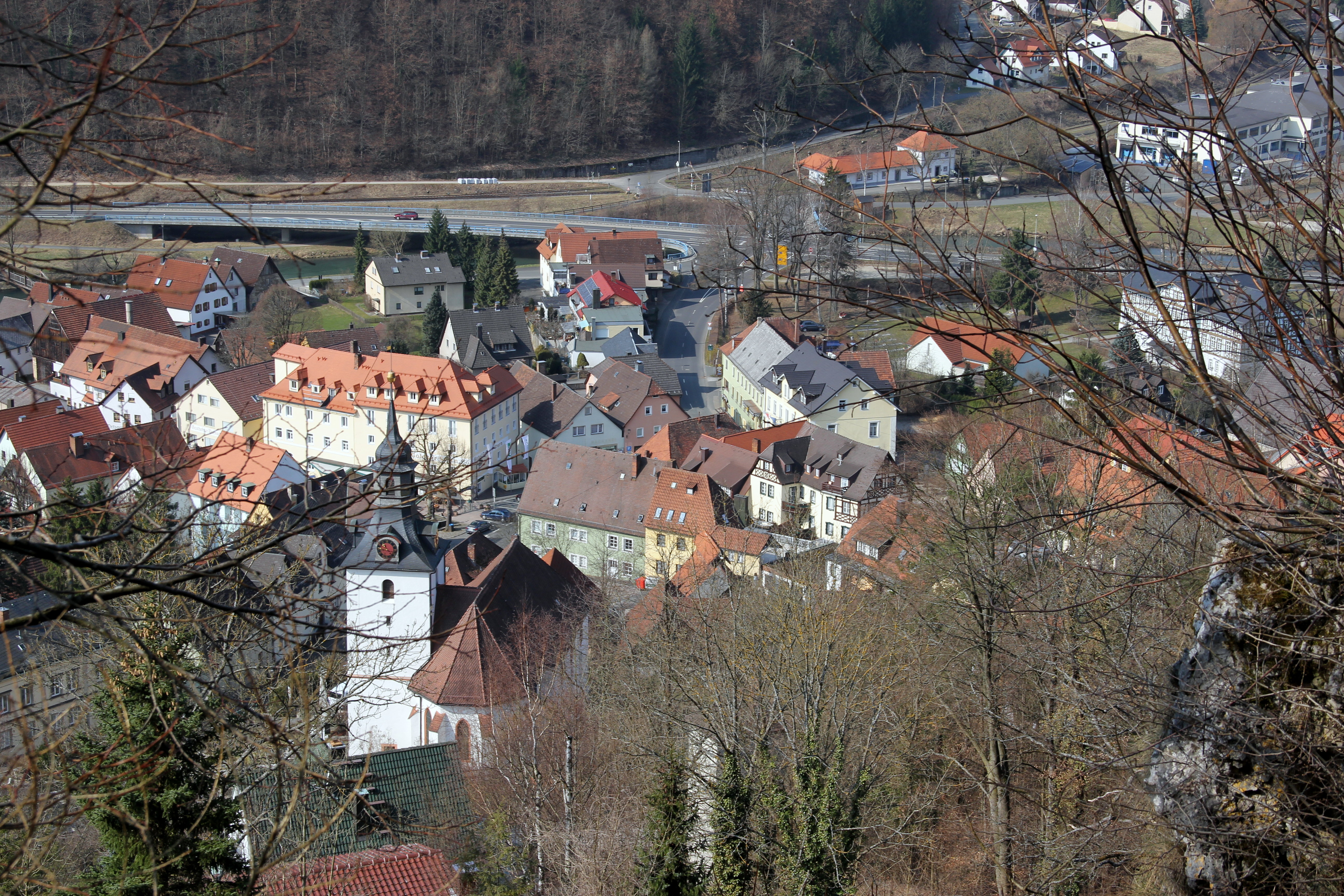
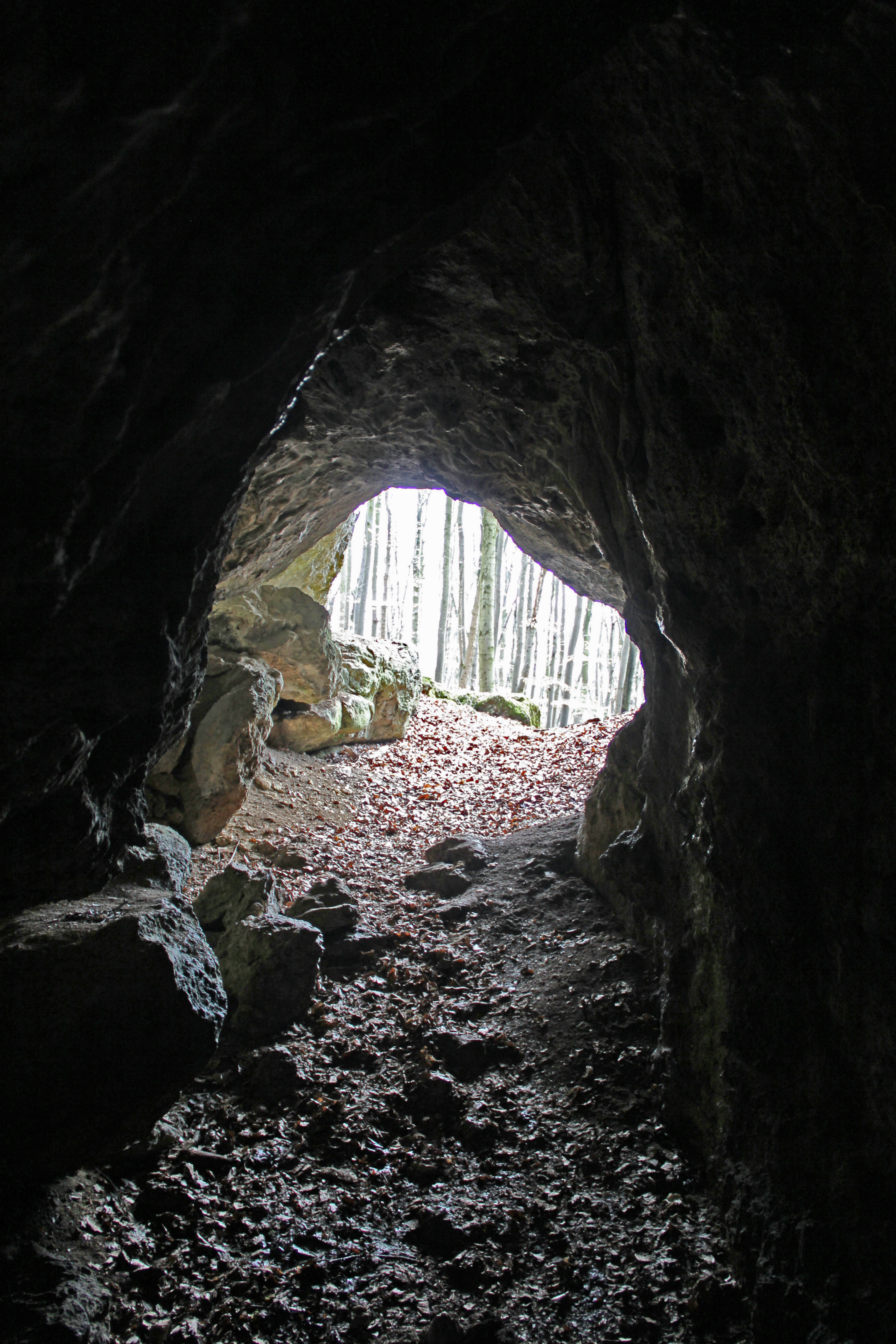
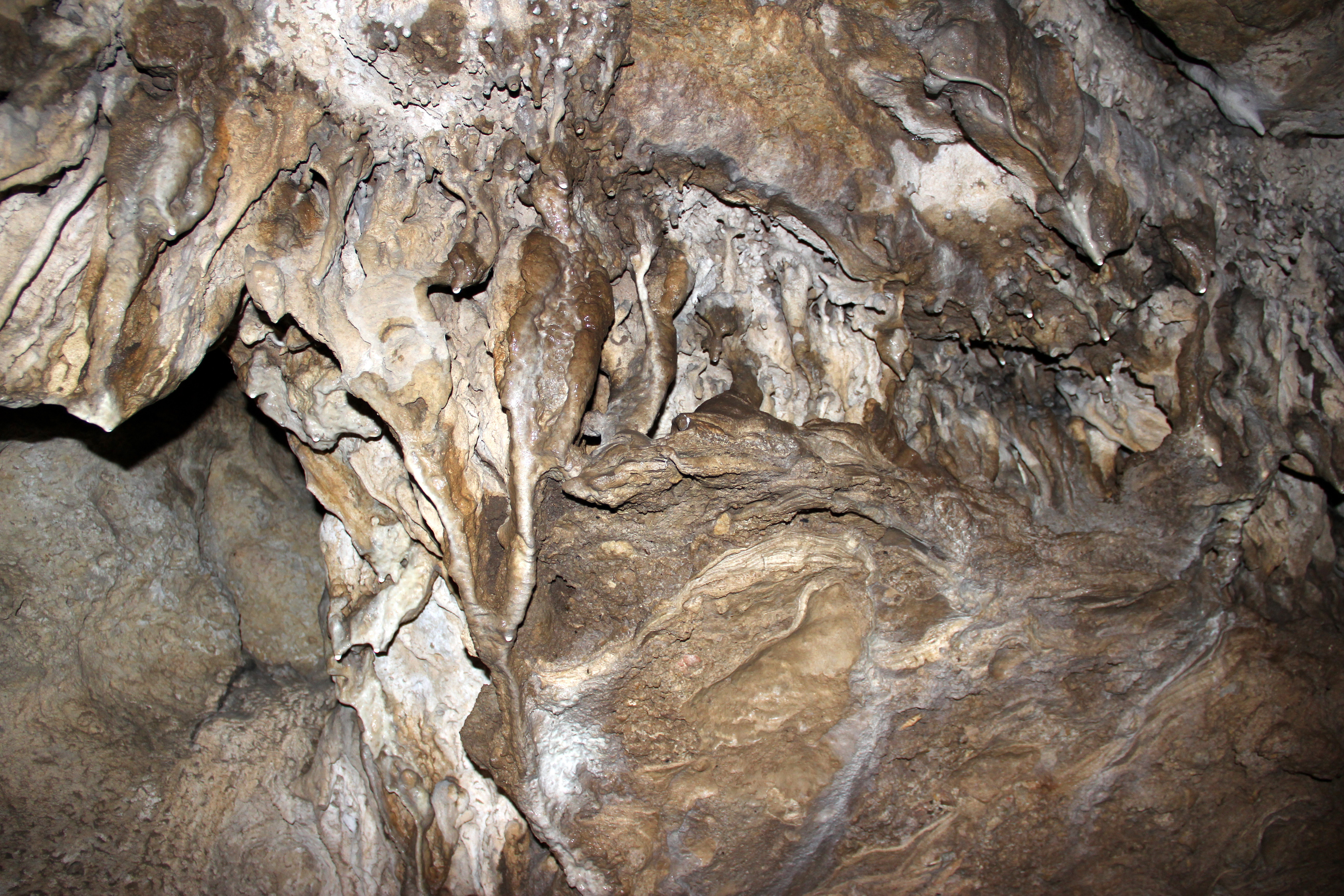
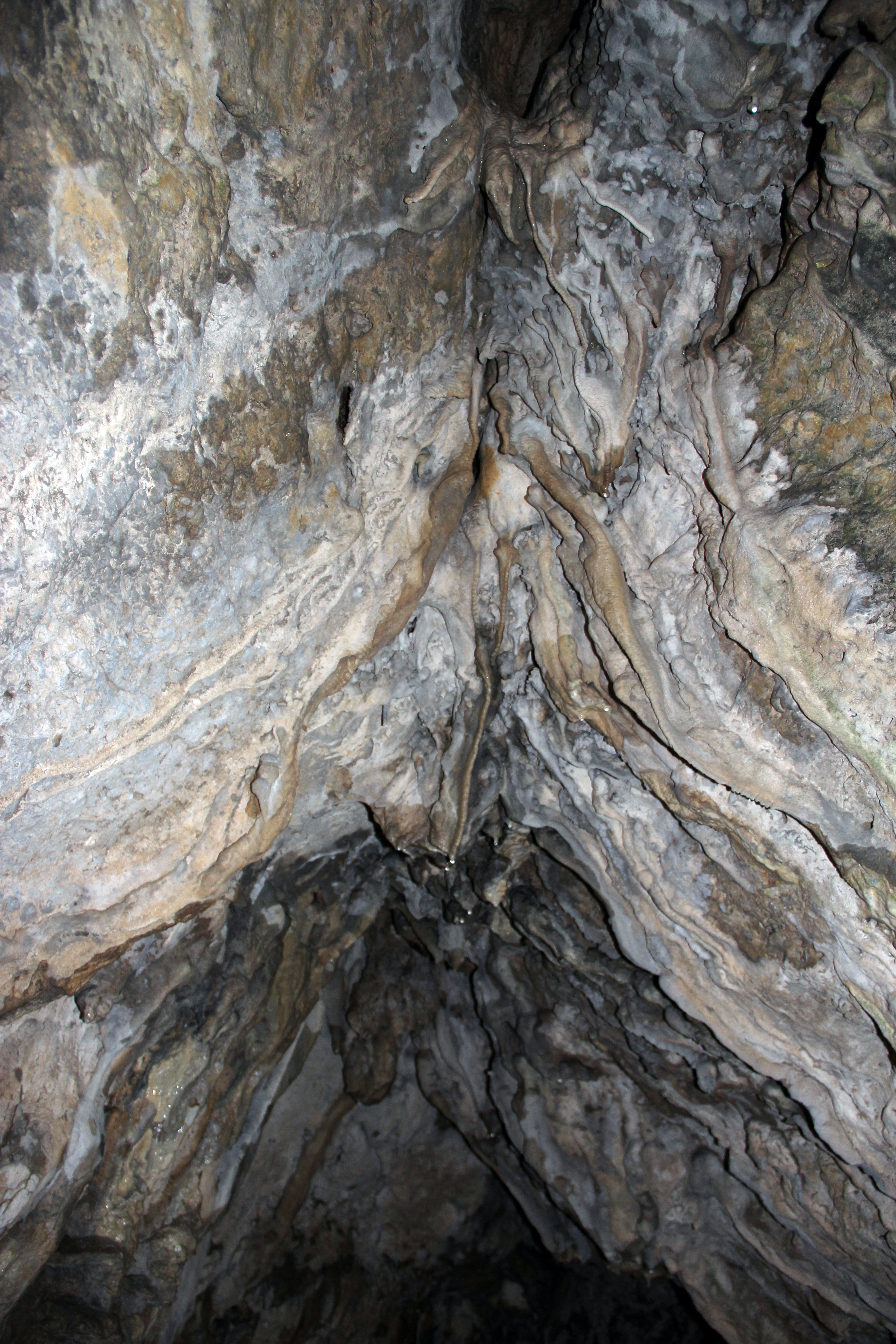
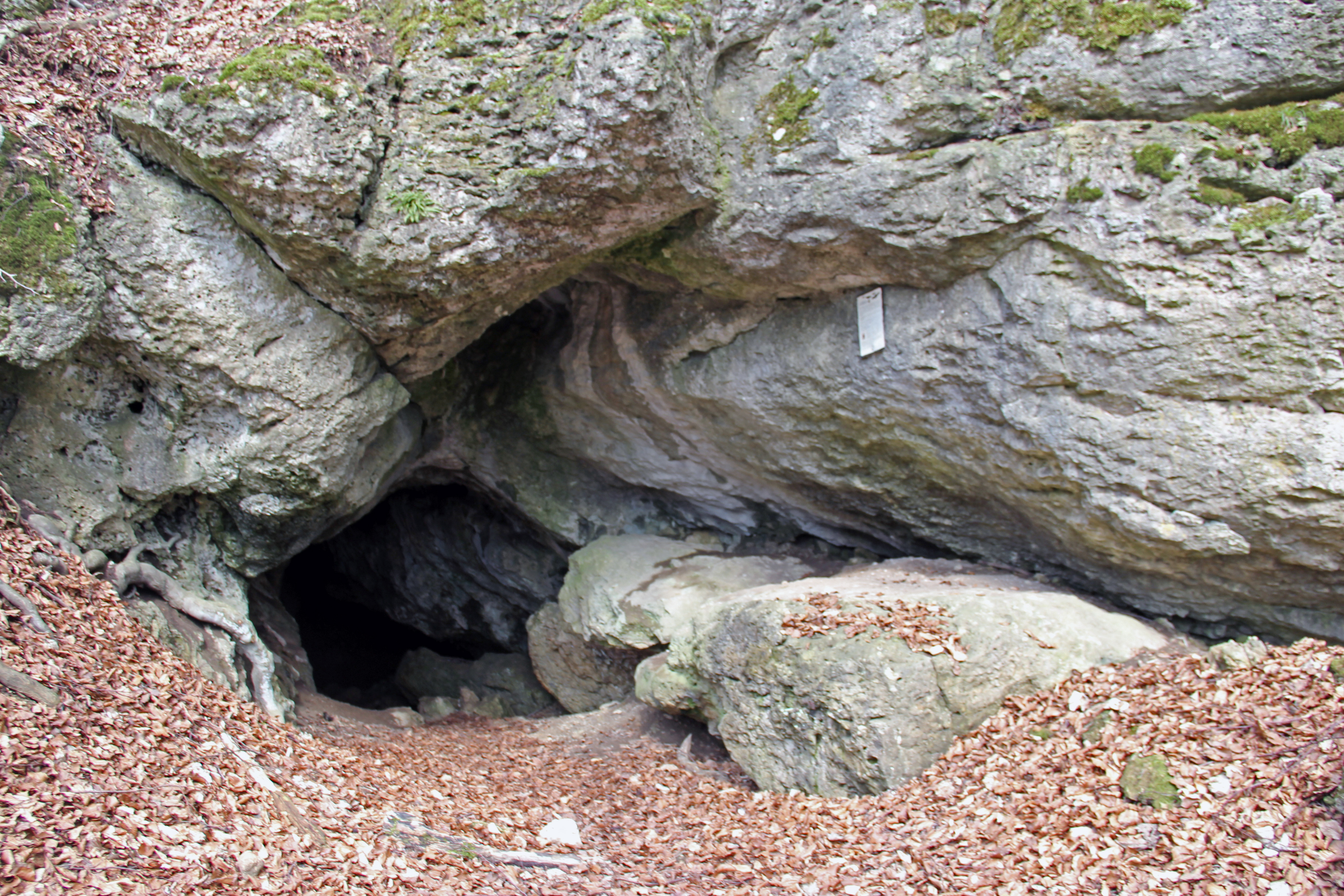
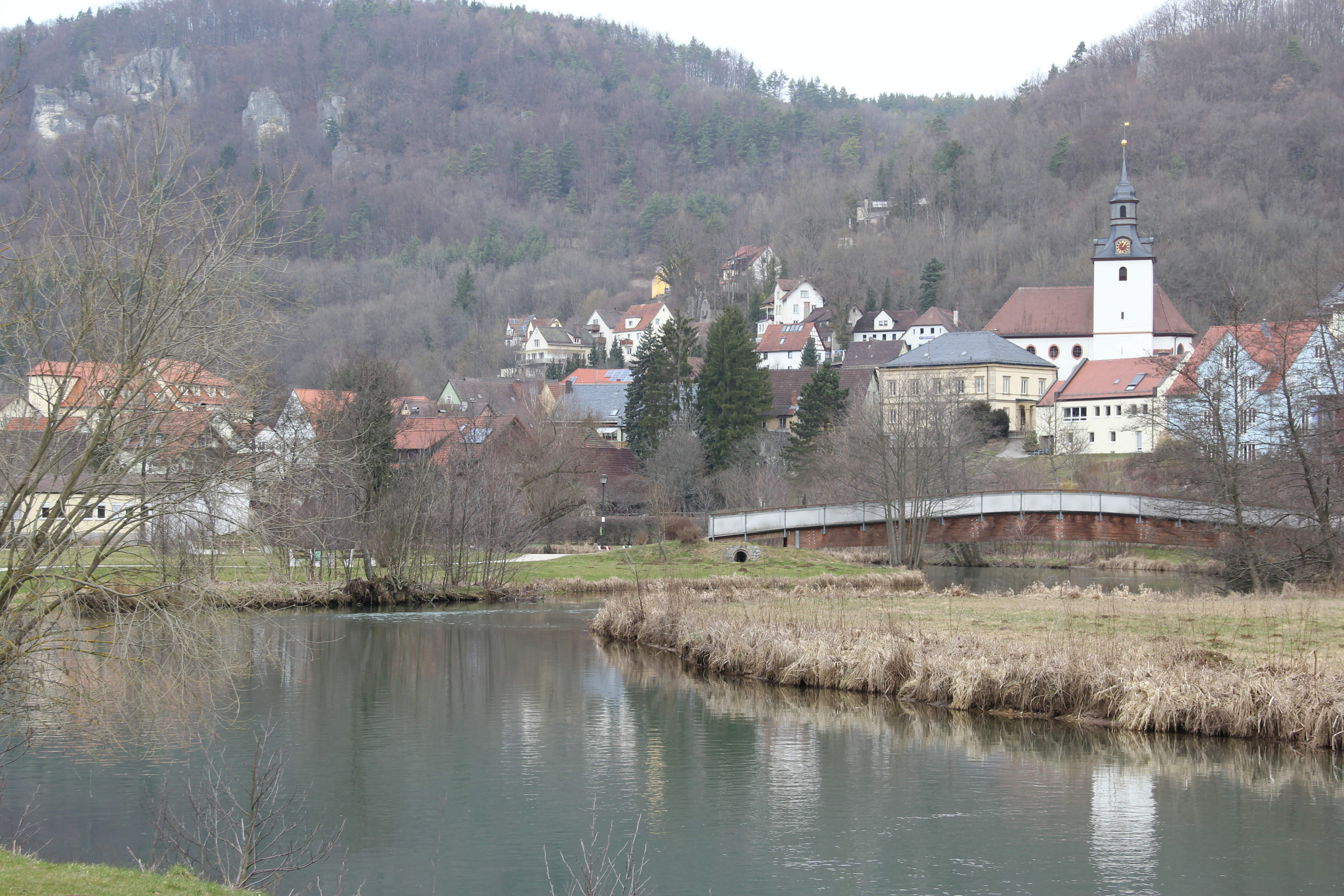
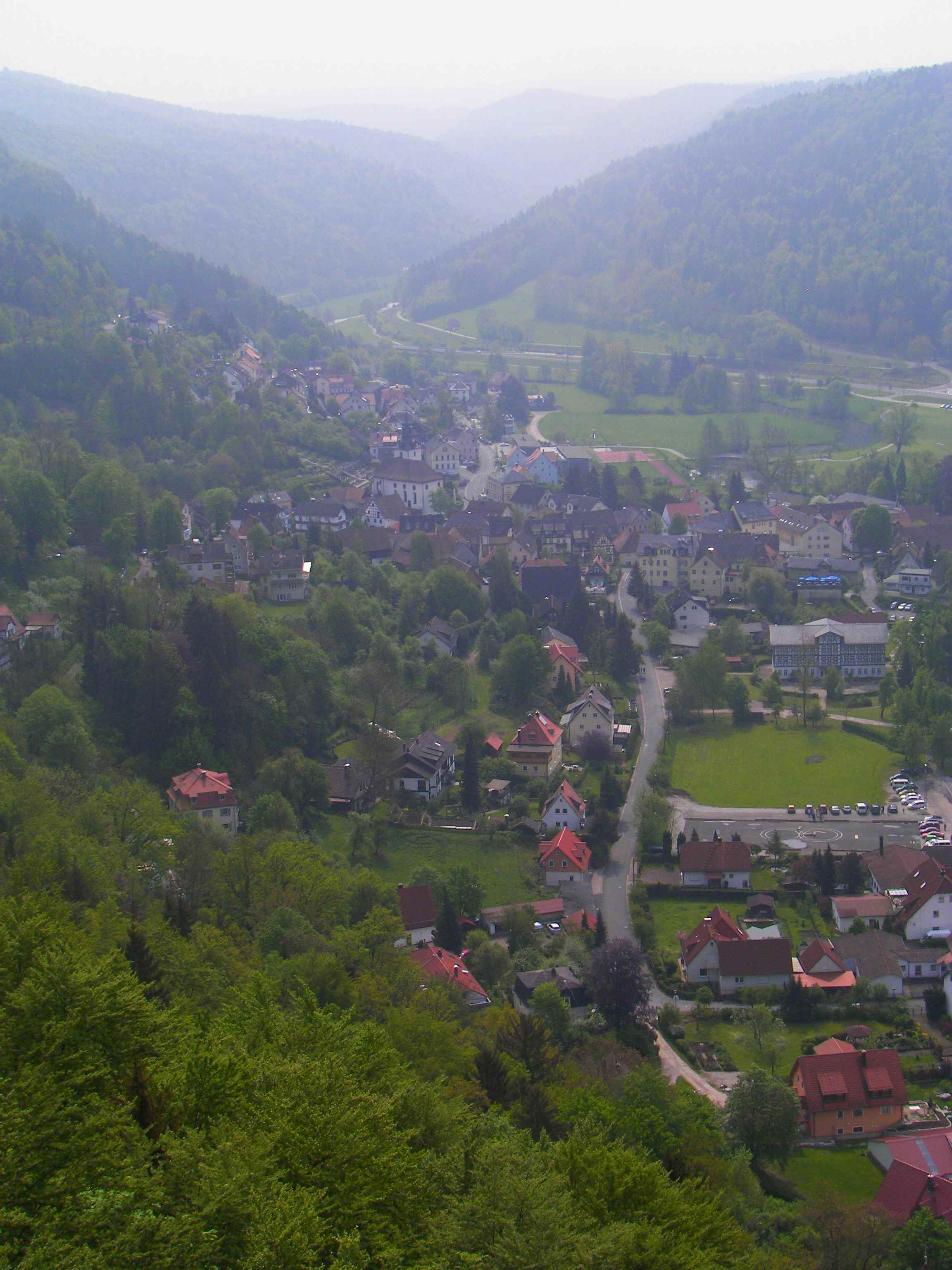
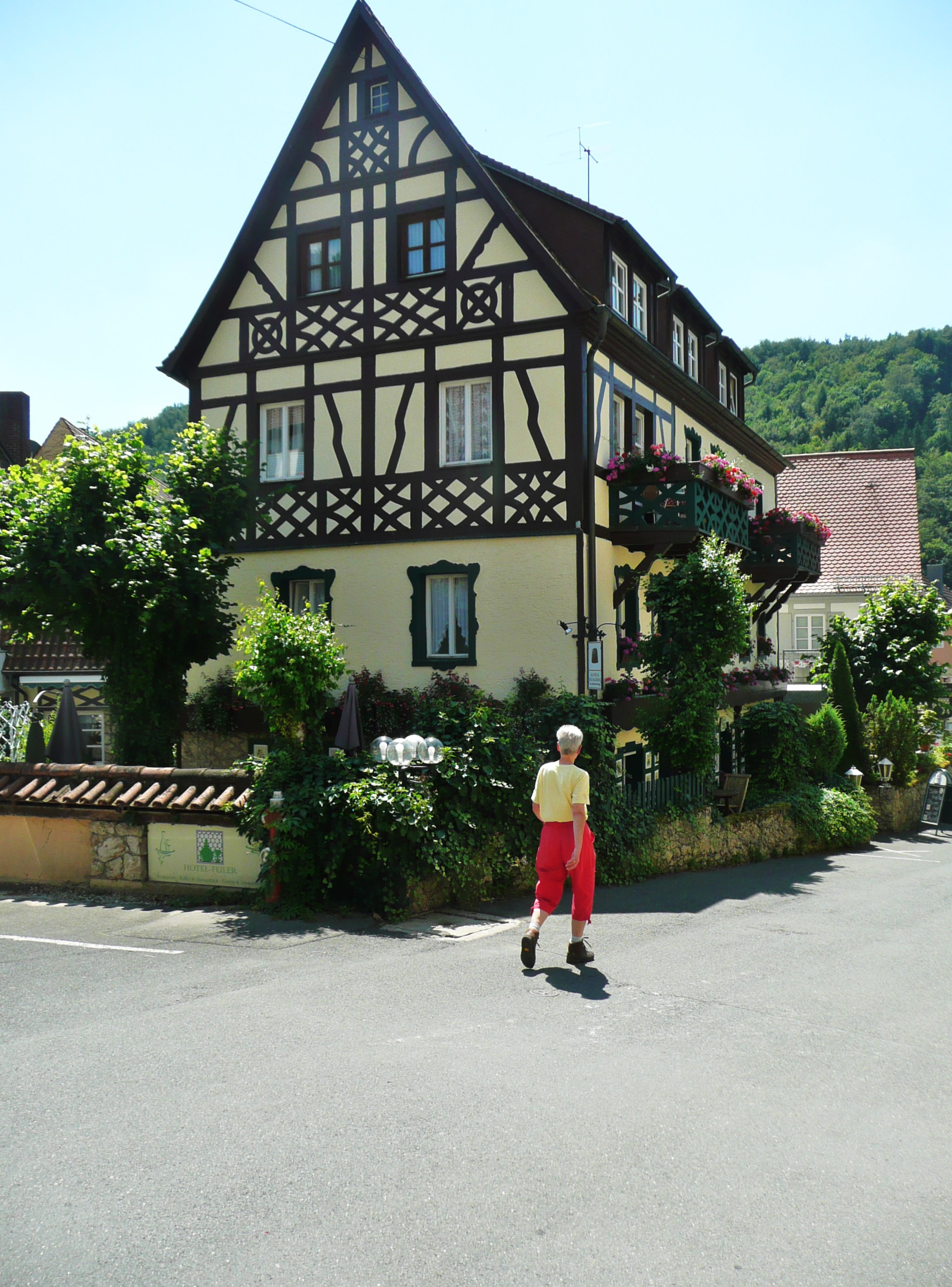
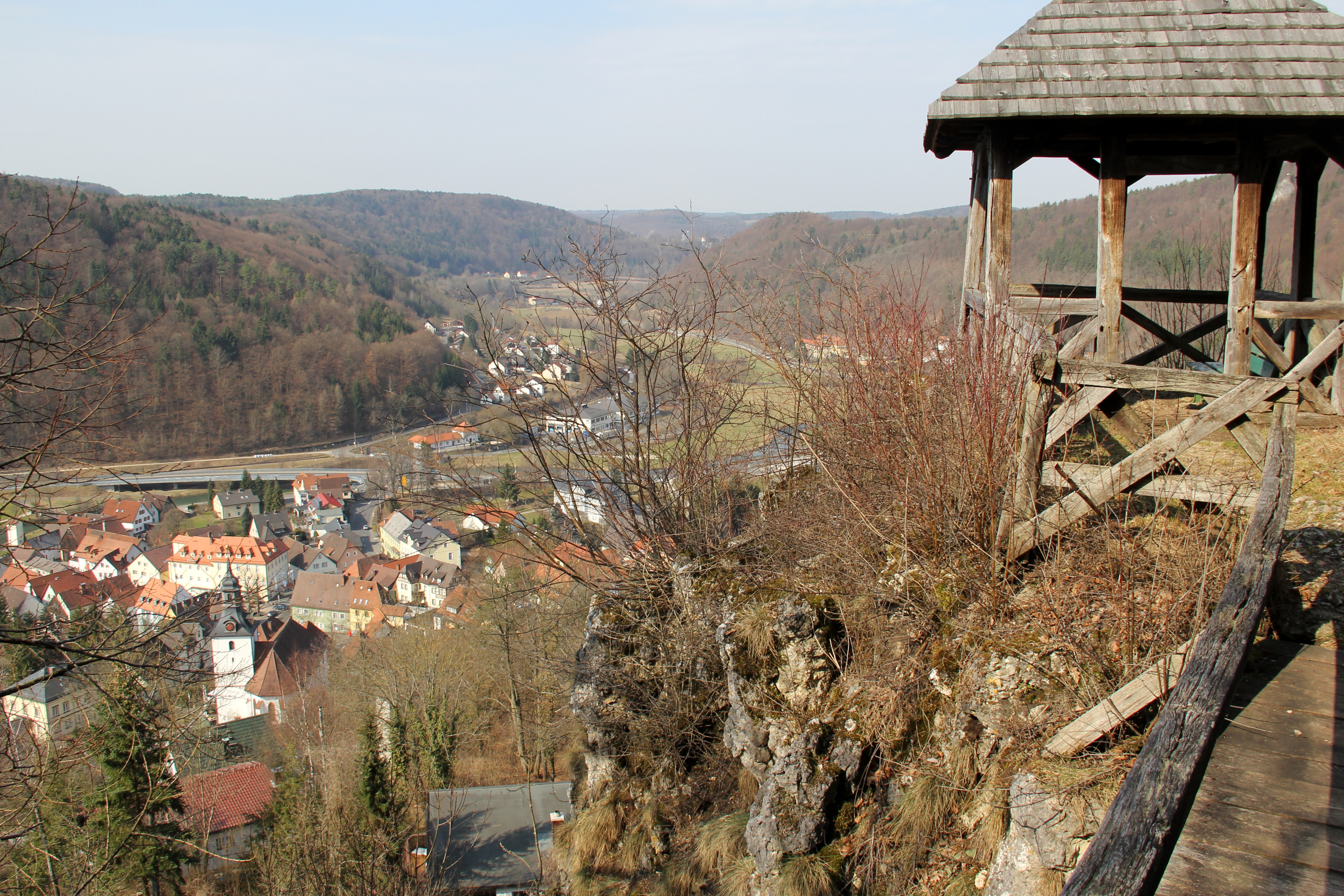
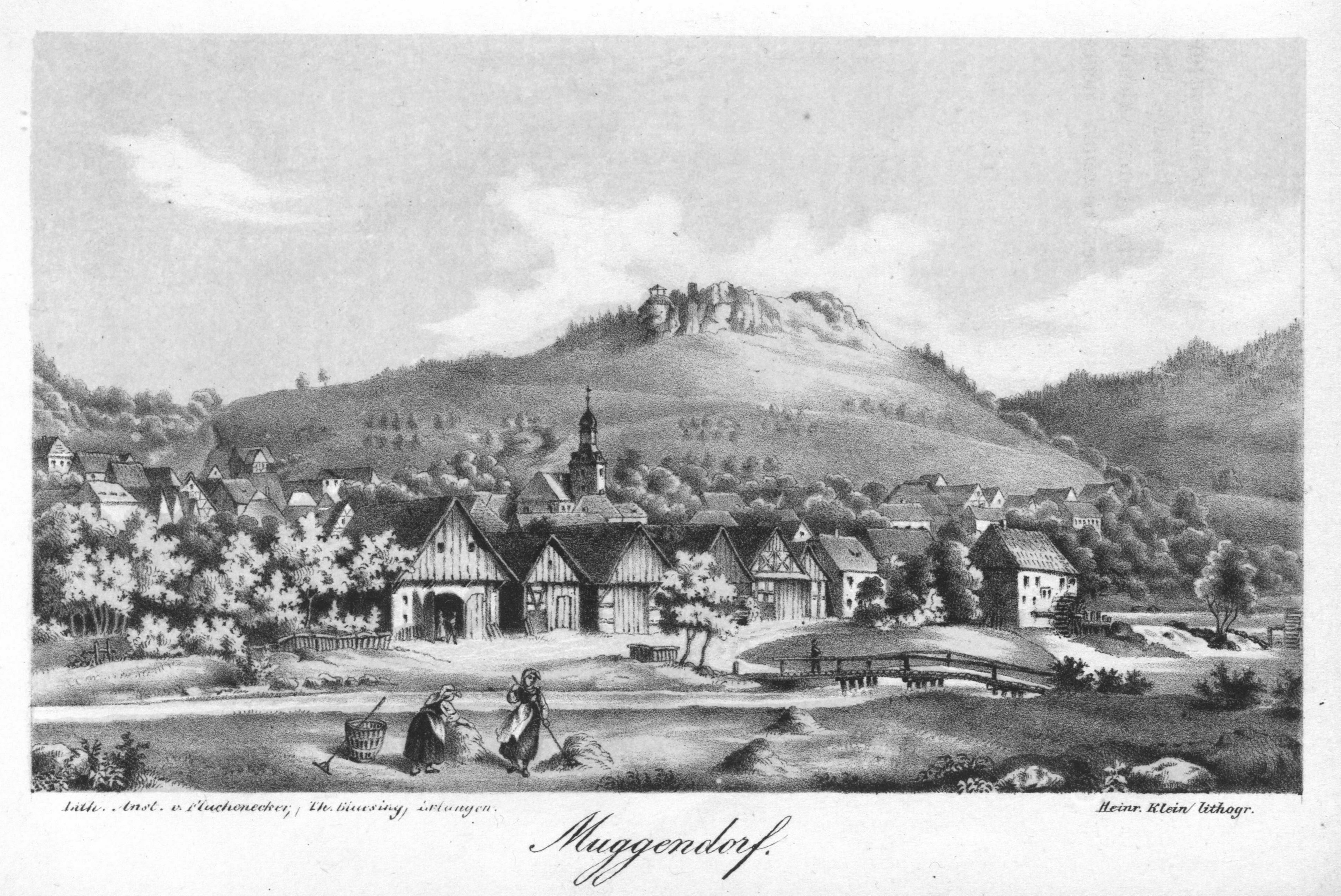
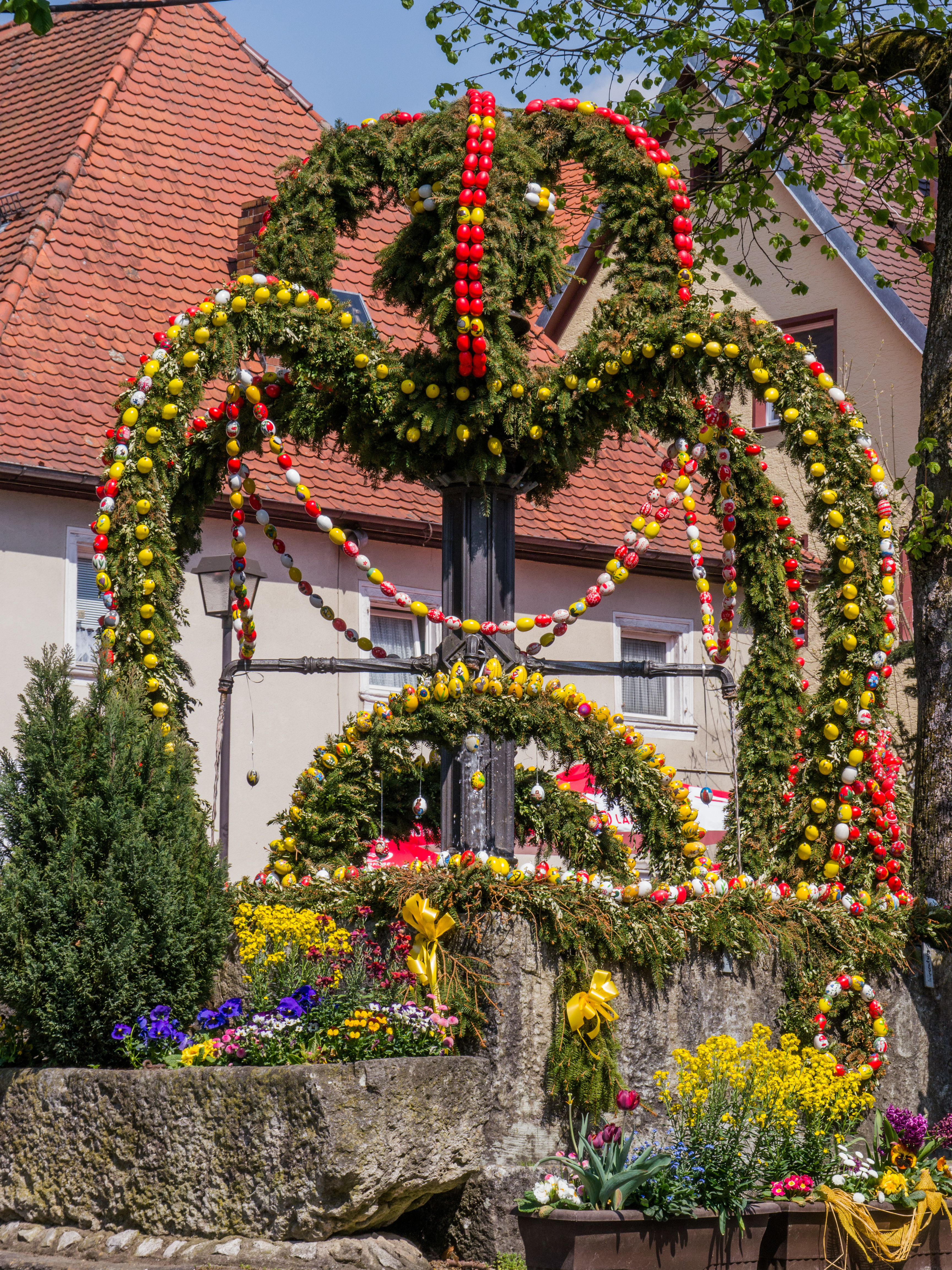
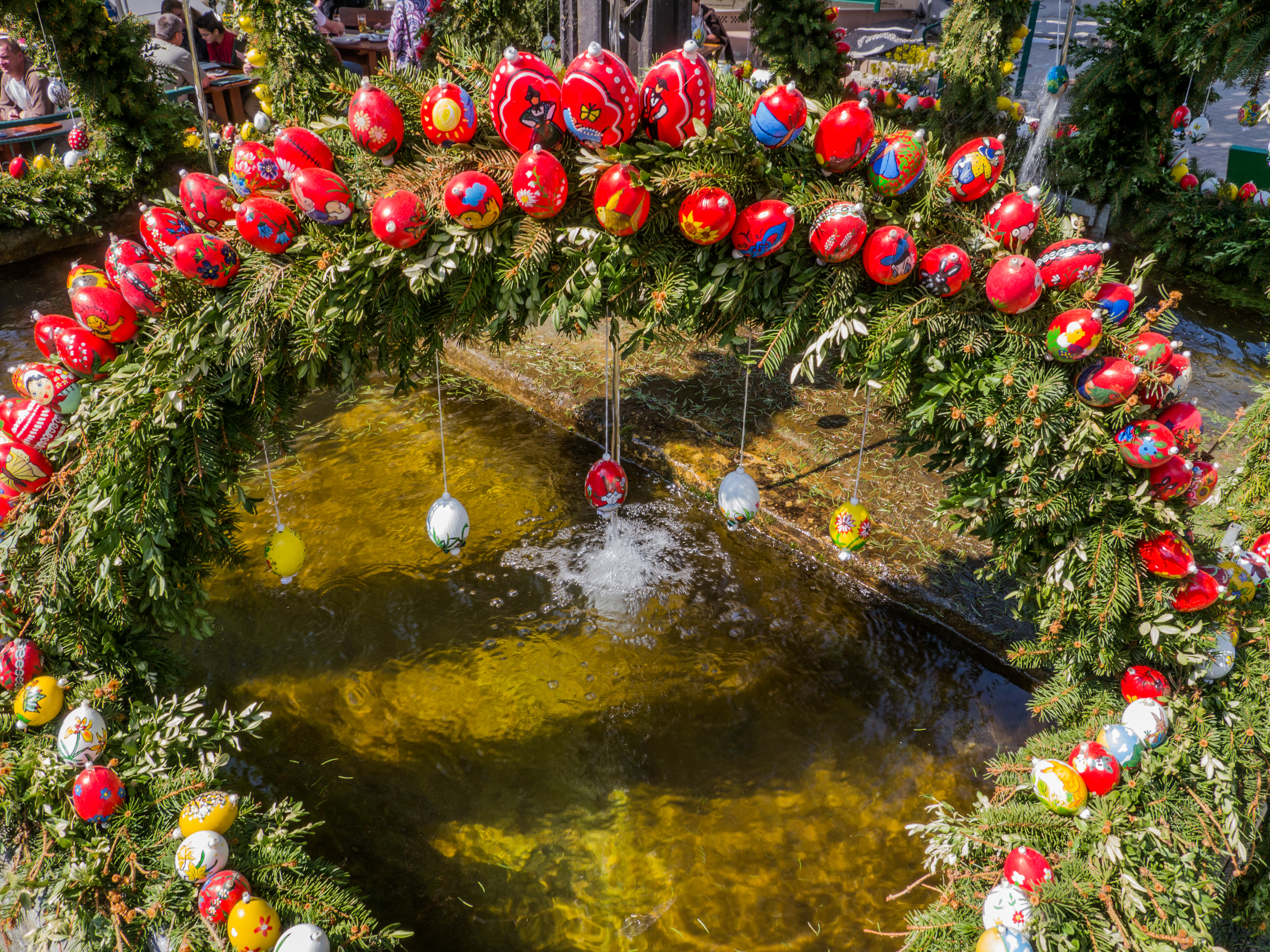

1. ↑  Amtliches Ortsverzeichnis für Bayern (német nyelven). Amtliches Ortsverzeichnis für Bayern (1991) . Bavarian State Office for Statistics and Data, 1991